# IL20RB
IL20RB (англ. Interleukin 20 receptor subunit beta) – білок, який кодується однойменним геном, розташованим у людей на короткому плечі 3-ї хромосоми.  Довжина поліпептидного ланцюга білка становить 311 амінокислот, а молекулярна маса — 35 076.
| 10         |  | 20         |  | 30         |  | 40         |  | 50         |
| ---------- |  | ---------- |  | ---------- |  | ---------- |  | ---------- |
| MQTFTMVLEE |  | IWTSLFMWFF |  | YALIPCLLTD |  | EVAILPAPQN |  | LSVLSTNMKH |
| LLMWSPVIAP |  | GETVYYSVEY |  | QGEYESLYTS |  | HIWIPSSWCS |  | LTEGPECDVT |
| DDITATVPYN |  | LRVRATLGSQ |  | TSAWSILKHP |  | FNRNSTILTR |  | PGMEITKDGF |
| HLVIELEDLG |  | PQFEFLVAYW |  | RREPGAEEHV |  | KMVRSGGIPV |  | HLETMEPGAA |
| YCVKAQTFVK |  | AIGRYSAFSQ |  | TECVEVQGEA |  | IPLVLALFAF |  | VGFMLILVVV |
| PLFVWKMGRL |  | LQYSCCPVVV |  | LPDTLKITNS |  | PQKLISCRRE |  | EVDACATAVM |
| SPEELLRAWI |  | S          |  |            |  |            |  |            |

A: Аланін

C: Цистеїн

D: Аспарагінова кислота

E: Глутамінова кислота

F: Фенілаланін

G: Гліцин

H: Гістидин

I: Ізолейцин

K: Лізин

L: Лейцин

M: Метіонін

N: Аспарагін

P: Пролін

Q: Глутамін

R: Аргінін

S: Серин

T: Треонін

V: Валін

W: Триптофан

Кодований геном білок за функцією належить до рецепторів. 
Задіяний у такому біологічному процесі як альтернативний сплайсинг. 
Локалізований у мембрані.